# Dahmetal (Verkehrsbetrieb)

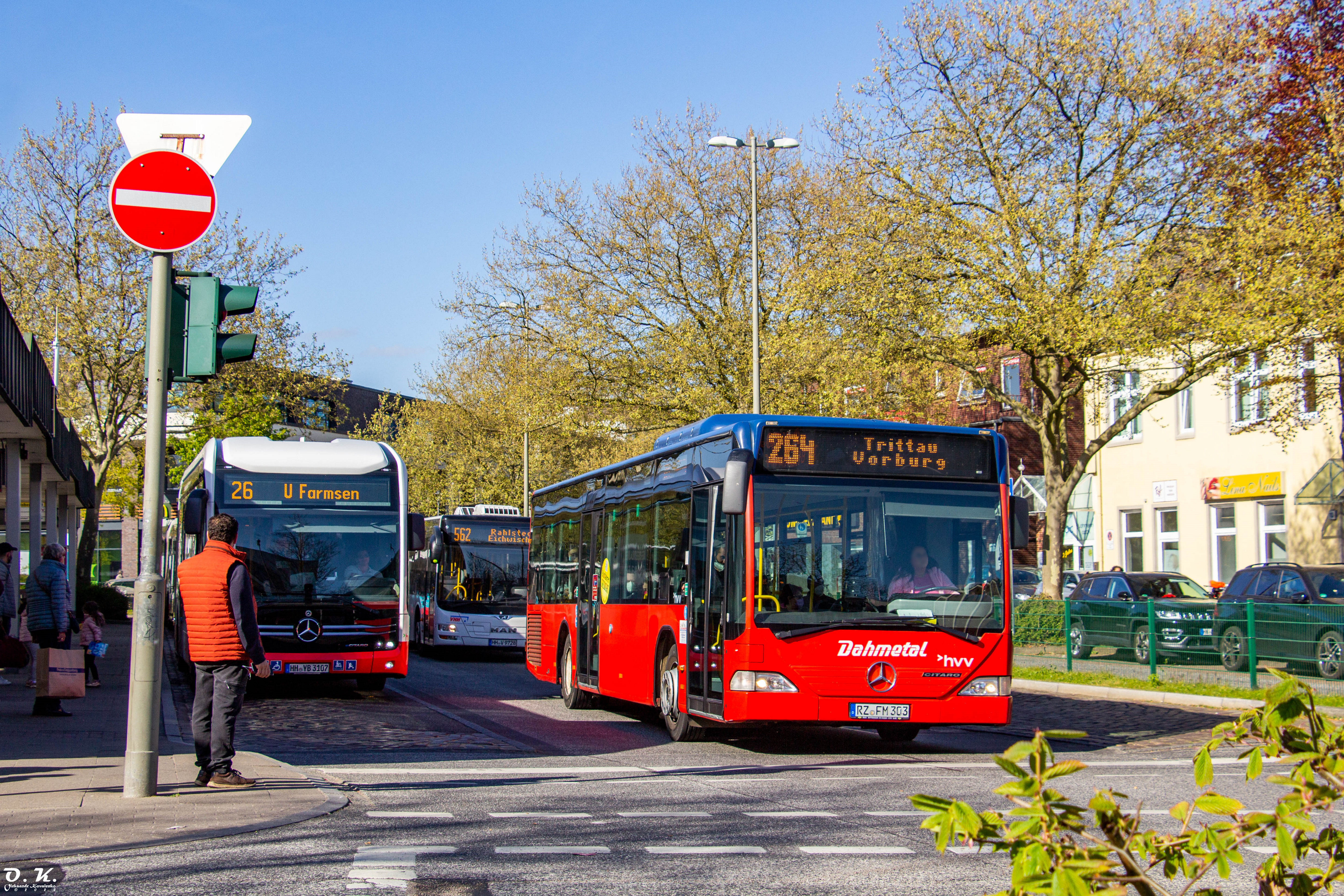
Dahmetal 303 I Hamburg, Bf. Rahlstedt (Amtsstraße) I

Die Dahmetal J. Rudolf & Sohn GmbH & Co. KG ist ein Omnibus-Verkehrsunternehmen im Kreis Herzogtum Lauenburg. Das Unternehmen betreibt innerhalb des Hamburger Verkehrsverbund (HVV) mehrere Buslinien in den Kreisen Stormarn und Herzogtum Lauenburg. Neben dem Linienverkehr führt das Unternehmen auch Auftragsfahrten und touristische Fahrten durch. Dahmetal ist Subunternehmer für folgende Betriebe: Verkehrsbetriebe Hamburg-Holstein (VHH.Mobility), Autokraft und Verkehrsbetriebe Kreis Plön (VKP).

## Geschichte
Im März 1931 wurde das Unternehmen in Schulzendorf im brandenburgischen Landkreis Dahme-Spreewald von Johannes Rudolf gegründet. Nach dem Krieg wurde im Jahr 1946 ein neuer Betriebshof in Bliestorf im Kreis Herzogtum Lauenburg in Schleswig-Holstein errichtet. Hier wurde das Unternehmen bis zum Jahr 1995 weitergeführt. Im Jahr 1995 erfolgte aus Kapazitätsgründen ein Umzug an den heutigen Unternehmensstandort in Kastorf.
Zum 1. Januar 2018 verlor das Unternehmen die Konzessionen der Buslinien im Kreis Herzogtum Lauenburg an die Autokraft. Zum 15. Dezember 2019 verlor Dahmetal im Rahmen einer Verbesserung der Ausschreibung auch Konzessionen von Buslinien im Kreis Stormarn an die Autokraft.

## Linienübersicht
Folgende Buslinien der Verkehrsgesellschaft Südholstein mbH (VGS) werden seit Dezember 2020 vom Busunternehmen Dahmetal betrieben:
| Linie | Verbindung |
| ----- | --- |
| 264   | Hamburg-Rahlstedt Bahnhof – Stapelfeld – Braak – Großensee (– Lütjensee – Grönwohld – Trittau, Alter Bahnhof – Trittau, Vorburg nur in Lastrichtung) (nur mo–fr) |
| 364   | Hamburg-Rahlstedt Bahnhof – Stapelfeld – Braak – Großensee – Lütjensee – Grönwohld – Trittau, Alter Bahnhof – Trittau, Vorburg                                   |
| 464   | Großensee – Lütjensee – Grönwohld – Trittau, Alter Bf. – Trittau, Schulzentrum (nur Einzelfahrten an Schultagen)                                                 |
| 764   | Schmalenbeck, Schulzentrum – Kiekut – U-Bf. Großhansdorf – Hoisdorf / – Oetjendorf – Lütjensee (nur an Schultagen)                                               |
| 465   | (Großensee –) Lütjensee – Dwerkaten – Grönwohld – Trittau, Alter Bf. – Trittau, Schulzentrum (nur an Schultagen)                                                 |
| 765   | Schulverkehr Trittau (nur Einzelfahrten an Schultagen) |
| 369   | (Ahrensburg, Schulzentrum Am Heimgarten –) Ahrensburg Bahnhof – Schmalenbeck – U-Bf. Großhansdorf – Hoisdorf – Lütjensee – Trittau                               |
| 8763  | Trittau, Schulzentrum – Vorburg – Hamfelde – Köthel – Koberg – Nusse ZOB (nur an Schultagen)                                                                     |